# Lac Mékinac
Lac Mékinac är en sjö i Kanada.   Den ligger i regionen Mauricie och provinsen Québec, i den sydöstra delen av landet, 290 km nordost om huvudstaden Ottawa. Lac Mékinac ligger 158 meter över havet. Arean är 21,5 kvadratkilometer. Den sträcker sig 14,1 kilometer i nord-sydlig riktning, och 5,2 kilometer i öst-västlig riktning.
I omgivningarna runt Lac Mékinac växer i huvudsak blandskog. Trakten runt Lac Mékinac är nära nog obefolkad, med mindre än två invånare per kvadratkilometer.